# Wilhelm Henning
Edvin Wilhelm Henning, född 23 maj 1899 i Klara församling i Stockholm, död 13 juli 1955 i Annedals församling i Göteborg, var en svensk målare och skulptör. Han studerade vid konstakademien i Stockholm, samt i Paris och i Nord- och Sydamerika. Han har bland annat målat gatumotiv och modellerat porträttbyster.